# Kościół Podwyższenia Krzyża Świętego w Wilejce
Kościół Podwyższenia Krzyża Świętego w Wilejce – kościół parafialny w Wilejce na Białorusi.

## Historia
Budowę kościoła rozpoczęto w 1906 r. po wydaniu przez cara Mikołaja II Manifestu październikowego o wolności wyznania. Kościół zaprojektował architekt August Klein, autor projektu kościoła w Ilii. 20 lipca 1907 r. wmurowano kamień węgielny. Wśród ofiarodawców był Aleksander Lubański z Lubania. W 1909 r. przewodniczącym komitetu budowy kościoła był ks. Jan Jankiewicz, a kierownikiem budowy został inż. Filipowicz-Dubowski.  
Budowę zakończono w 1913 r. Budynek ucierpiał od ostrzału artylerii w czasie I wojny światowej, lecz został wyremontowany w latach 1922-1928. W 1931 r. świątynię konsekrował arcybiskup wileński Romuald Jałbrzykowski.  
Po II wojnie światowej kościół został zamknięty i zamieniony w magazyn. W 1979 r. rozpoczęto restaurację pod kierunkiem architekt L. Pawłowej. W latach 80. XX w. świątyni nadano status pomnika architektury, a po odrestaurowaniu w 1988 r. umieszczono w niej salę wystawową im. Nikodema Siliwanowicza, malarza pochodzącego spod Mołodeczna. 
W 1990 r. kościół został zwrócony wiernym. Podczas restauracji prezbiterium ozdobiono neogotyckim ołtarzem głównym, w którym umieszczono kopię obrazu Matki Bożej Ostrobramskiej, przechowywaną podczas zamknięcia świątyni przez ks. Stanisława Żuka. W lewym skrzydle transeptu umiejscowiono nowy neobarokowy ołtarz Matki Bożej. Na 50-metrowej wieży kościelnej - dzwonnicy w 2005 r. umieszczono krzyż, a w 2006 r. zamontowano elektroniczne dzwony. Krzyż i dzwony poświęcił biskup Antoni Dziemianko.

## Architektura
Kościół zbudowano z żółtej cegły na podmurowaniu z kamiennych bloków. Stanowi pomnik architektury neogotyckiej z elementami neoromańskimi. Jest to trzynawowa bazylika z transeptem i wysoką wieżą z południowej strony babińca. Wnętrze ozdobiono arabeskowymi malowidłami.

Galeria
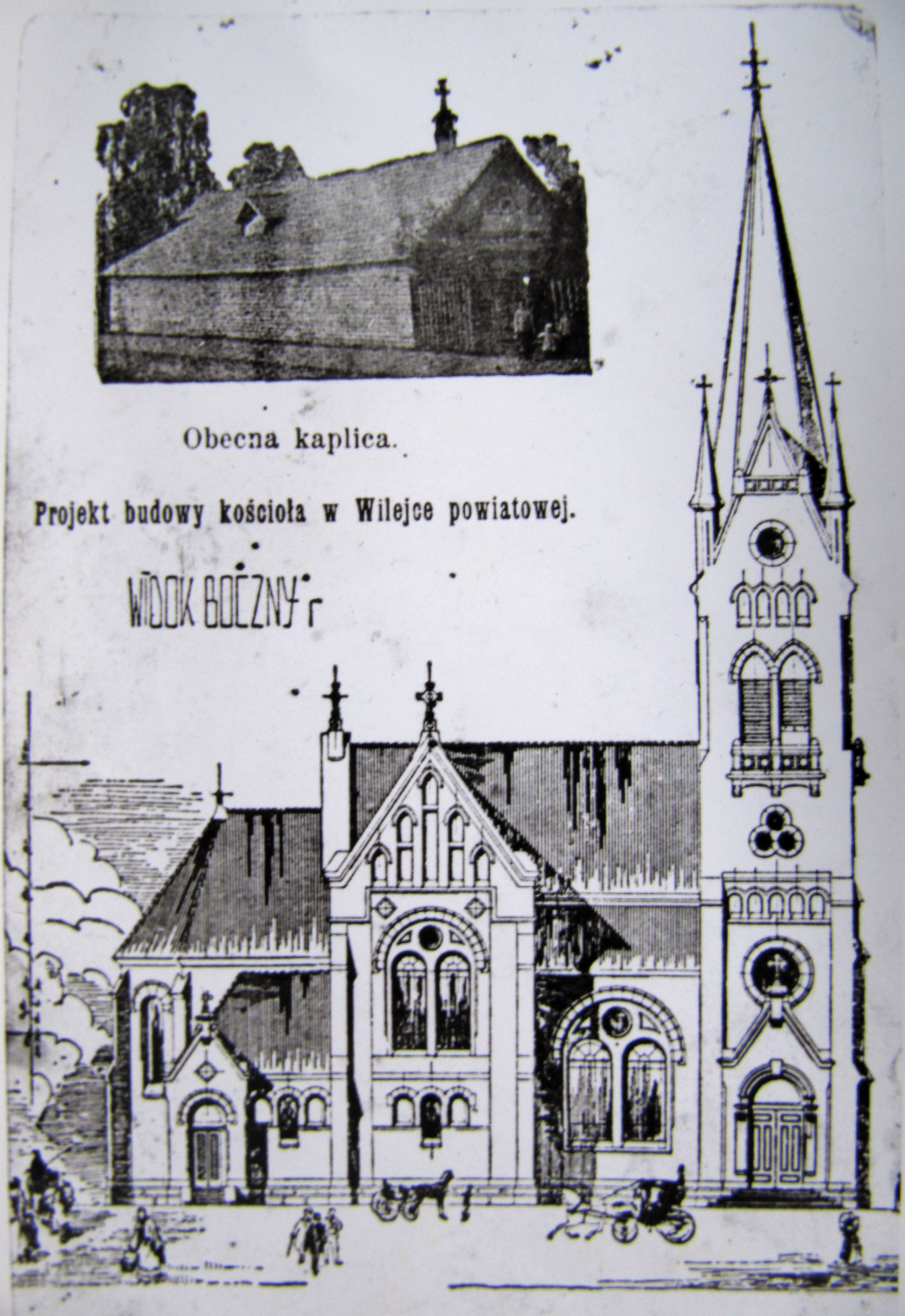
Projekt kościoła z 1905 roku
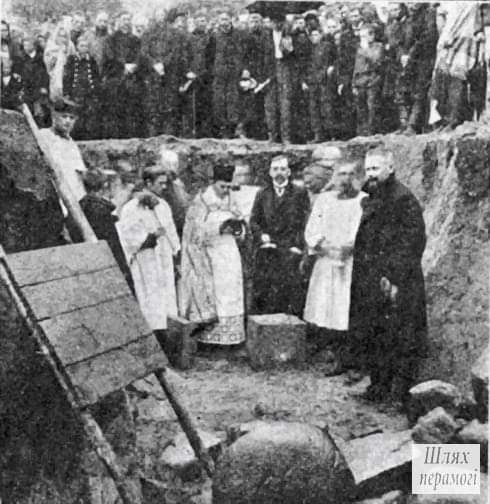
Wmurowanie kamienia węgielnego w 1907 roku, na zdjęciu widoczny Aleksander Jan Lubański
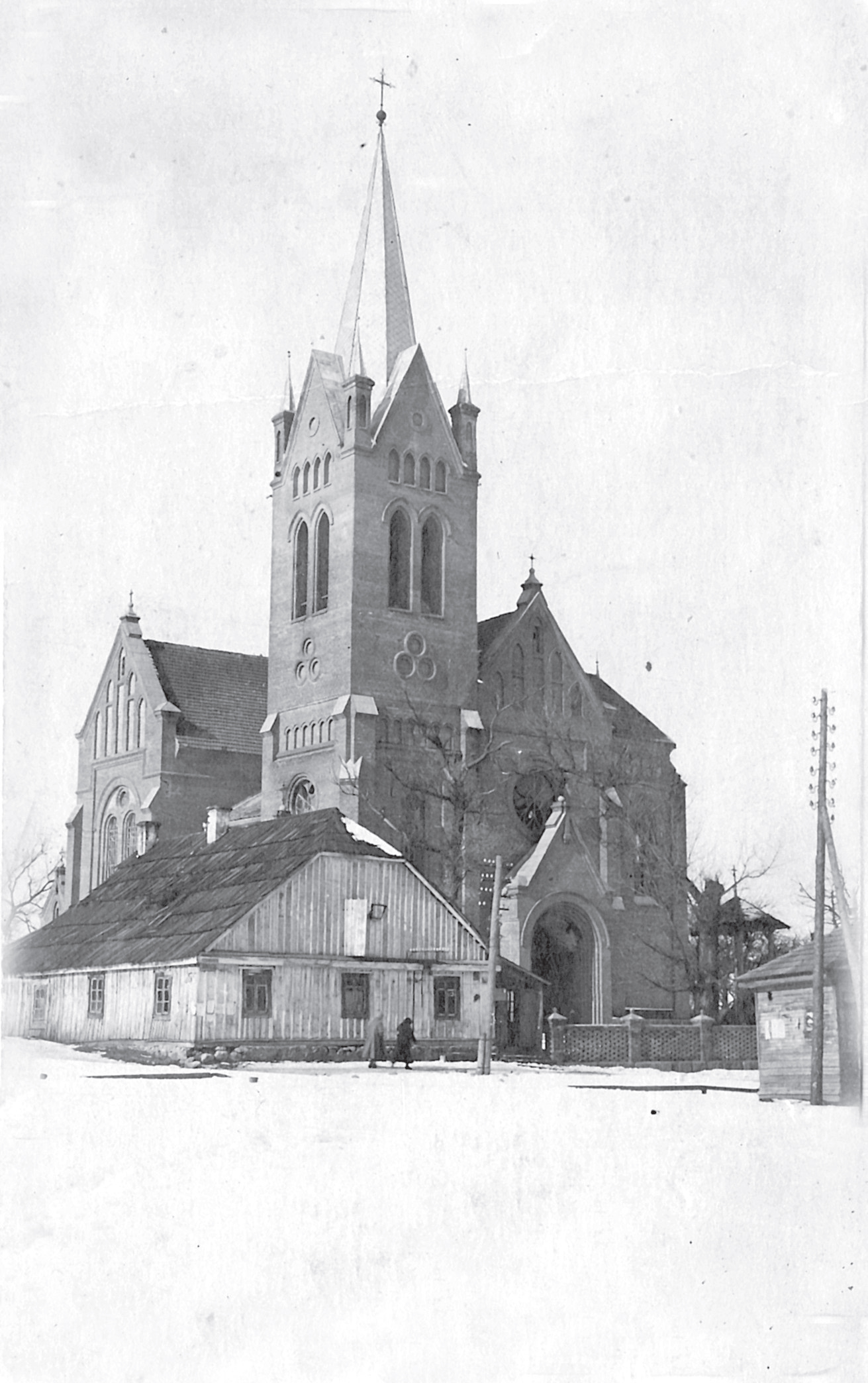
Kościół w dwudziestoleciu międzywojennym